# Giuseppe Marchetto (1921)
Giuseppe Marchetto (22 dicembre 1921 – 7 agosto 1975) è stato un calciatore italiano, di ruolo difensore.

## Carriera
Prelevato dal Plateola di Piazzola sul Brenta, debutta con il Padova nel campionato misto di Serie B-C Alta Italia 1945-1946 e l'anno successivo partecipa al campionato di Serie B 1946-1947, collezionando 9 presenze il primo anno ed 8 il secondo.
Nel 1947 passa al Siracusa, dove gioca per sei stagioni nel campionato di Serie B, totalizzando 198 presenze e 3 reti. Disputa l'ultima gara con la formazione siciliana nel torneo di Serie C 1953-1954.
Tornerà a calcare i campi dilettantistici con i gialloverdi del Plateola, la squadra che l'aveva lanciato nell'orbita del grande calcio, nella duplice veste di allenatore-giocatore sino alla stagione 1958-1959, quando appende le scarpe al chiodo.